# Consiliul Suprem (Albania)
Consiliul Suprem (în albaneză Këshilli i Lartë) a fost un organism politic care a condus Principatul Albaniei din 30 ianuarie 1920 până în 31 ianuarie 1925.